# كأس تونس 1962–63
كأس تونس لكرة القدم 1962-1963 هو الموسم رقم 8 منذ الاستقلال وال33 منذ إنشائه من كأس تونس لكرة القدم.

فاز بهذا الموسم النجم الرياضي الساحلي، وجاء ثانيا النادي الإفريقي.

## روابط خارجية
- الموقع الرسمي للجامعة التونسية لكرة القدم.